# Hubbles lov
Hubbles lov (Hubble–Lemaître lov siden 29-10-2018 ) er en lovmæssighed i den fysiske kosmologi, som udtrykker, at rødforskydningen af lyset fra fjerne galakser er proportional med disses afstand fra jorden. Loven formuleredes først af Edwin Hubble og Milton Humason i 1929 efter observationer over en periode på næsten 10 år. Den anses for at være den første observationsmæssige basis for paradigmet om det ekspanderende univers og er et af de oftest citerede beviser for gyldigheden af teorien om Big Bang.
Man kan kun bruge Hubbles lov udenfor vor lokale galaksegruppe, dvs. over meget store afstande, eftersom galakserne indenfor en gruppe har egenbevægelser i vilkårlige retninger, både på tværs af observationsretningen og i retning bort fra og imod de andre galakser.

## Opdagelse
I tiåret før Hubble foretog sine observationer, havde flere fysikere og matematikere udformet en konsistent teori for forholdet mellem rum og tid ved at benytte Einsteins feltligninger fra den generelle relativitetsteori. Anvendelse af de overordnede, generelle principper på spørgsmålet om universets natur gav imidlertid en dynamisk løsning, som var i modstrid med den da fremherskende opfattelse af, at universet var statisk.
I 1922 udledte Alexander Friedmann sine Friedmann ligninger fra Einsteins feltligninger og viste, at det var muligt, at universet udvidede sig, og angav en udvidelseshastighed. Parameteren, som Friedman benyttede, er nu kendt som skaleringsfaktoren, og kan betragtes som en skala-uafhængig (invariant) udgave af proportionalitetskonstanten i Hubbles lov. I 1927 offentliggjorde Georges Lemaître uafhængigt heraf en lignende løsning. Fra Friedmann-ligningerne blev Friedmann-Lemaître-Robertson-Walker beregningerne afledt for en flydende masse med en given tæthed og under et givet tryk. Denne ide om en ekspanderende rumtid førte lidt efter lidt til Big Bang- og Steady State-teorierne om universets udvikling.
Før fremkomsten af den moderne kosmologi diskuteres universets størrelse og form ivrigt. I 1920 fandt en berømt debat sted mellem Harlow Shapley og Heber D. Curtis om dette emne, hvor Shapley argumenterede for et lille univers på størrelse med Mælkevejen, mens Curtis påstod, at universet var meget større. Uoverensstemmelsen blev løst i det følgende årti på grundlag af de forbedrede observationer, som Hubbles opnåede.
Edwin Hubble foretog de fleste af sine professionelle astronomiske observationer ved Mount Wilson observatoriet, som på den tid havde det kraftigste teleskop i verden. Hans observationer af cepheider (variable stjerner) i spiralformede stjernetåger satte ham i stand til at at beregne afstanden til disse. Det forbløffende var, at de ifølge deres afstande lå helt uden for Mælkevejen.
Ved at kombinere sine målinger af galaksers afstand med Vesto Sliphers målinger af disses rødforskydning fandt Hubble en grov proportionalitet mellem disse to størrelser. Skønt der var en betragtelig variation (der nu vides at skyldes galaksernes egenbevægelse), kunne Hubble indtegne en lineær trend for de 46 galakser, han undersøgte, og opnå en værdi for Hubble-konstanten på 500 (km/s)/Mpc. Denne værdi er meget højere end den i dag anerkendte, hvilket skyldes fejl i hans kalibrering af afstandene – et hyppigt optrædende problem også for moderne astronomer.
I 1958 offentliggjorde Allan Sandage det første gode estimat af H0, nemlig 75 (km/s)/Mpc. Det varede dog årtier, før der opnåedes konsensus omkring dette.
Efter offentliggørelsen af Hubbles opdagelse opgav Albert Einstein sit arbejde med Den Kosmologiske Konstant, som han havde måtte indføre for at give sine ligninger en løsning, der tillod et statisk univers. Et ekspanderende univers var ellers den mest nærliggende løsning på ligningerne. Einstein beskrev senere arbejdet med denne konstant som sin "største fejltagelse", eftersom det var troen på det statiske univers, som forhindrede ham i at blive den, som forudsagde universets ekspansion. Einstein aflagde et berømt besøg på Mount Wilson i 1931 og takkede Hubble for indsatsen med at give den moderne kosmologi en basis i observationer.

## Fortolkning
Opdagelsen af en lineær sammenhæng mellem galaksers fart og deres afstand betyder, at Hubbles lov kan gives et simpelt matematisk udtryk:
{\displaystyle v=H_{0}D\,}
hvor
- {\displaystyle v} er galaksens eller det fjerne objekts fart i henhold til rødforskydningen, normalt udtrykt i km/s.
- {\displaystyle H_{0}} er Hubbles konstant og svarer til den værdi af {\displaystyle H} (ofte benævnt Hubble-parameteren, hvis værdi er tidsafhængig) i Friedmann-ligningerne, der opnås på observationstidspunktet – som angivet ved subskriptet 0. Denne værdi er den samme overalt i universet for en given konformel tid.
- {\displaystyle D} er afstanden til objektet, dvs. den afstand lyset har tilbagelagt fra galaksen i observatørens inertialsystem, målt i megaparsec, Mpc.

For relativt nærliggende galakser kan farten v estimeres fra galaksens rødforskydning z ved at benytte formlen {\displaystyle v=zc} hvor c er lysets hastighed. For fjerne galakser kan v bestemmes ud fra rødforskydningen z ved at benytte den relativistiske Doppler-effekt. Den bedste fremgangsmåde er imidlertid at beregne den aftagende fart og den tilhørende udvidelseshastighed af rumtiden ved at betragte den konformelle tid, som er knyttet til en foton udsendt af den fjerne galakse. For meget fjerne objekter kan v være større end c, hvilket dog ikke er i modstrid med den specielle relativitetsteori, fordi der er tale om en målestoksudvidelse, som ikke indebærer hastigheden af et fysisk objekt.
Når Hubbles lov benyttes til at fastlægge afstande, er det kun den hastighed, som er forbundet med universets udvidelse, der må benyttes. Eftersom galakser også er underlagt tyngdekraften, bevæger de sig relativt i forhold til hinanden uafhængigt af udvidelsen, og disse relative hastigheder (egenbevægelser) må der tages hensyn til ved beregningerne. Den såkaldte Guds finger-effekt er et resultat af dette fænomen og opdagedes i 1938 af Benjamin Kenneally. Tyngdemæssigt bundne systemer som galakser – eller vort planetsystem – er ikke underkastet Hubbles lov og udvider sig ikke.
Den matematiske afledning af en idealiseret udgave af Hubbles love for et ensartet ekspanderende univers er et ret elementært geometrisk teorem i et 3-dimensionalt rum med cartesiske koordinater, der – når det betragtes som et metrisk rum – er fuldstændigt homogent og isotropisk (egenskaberne ændrer sig ikke ved forskellig beliggenhed og retning i rummet). Simpelt udtryk lyder teoremet:
To tilfældige punkter, som bevæger sig væk fra deres udgangspunkt, begge ad rette linjer og med en fart, som er proportional med afstanden fra udgangspunktet, vil bevæge sig væk fra hinanden med en fart, som er proportional med afstanden mellem dem.
Værdien af Hubble-parameteren ændrer sig over tid, enten stigende eller aftagende afhængigt af fortegnet af den såkaldte decelerationsparameter {\displaystyle q}, som er defineret ved:
{\displaystyle q=-H^{-2}\left({{\;dH} \over {\;dt}}+H^{2}\right)}
I et univers, hvor decelerationsparameteren er lig nul, følger det at H = 1/t, hvor t er tiden siden Big Bang. En tidsafhængig værdi af {\displaystyle q} forskellig fra nul kræver integration af Friedmann ligningerne baglæns i tid fra nutiden til det tidspunkt, hvor partikelhorisontens størrelse var nul.
"Hubble-alderen" (eller "Hubble-tiden") for universet kan defineres som 1/H, eller 977.793 millioner år/[H/(km/s/Mpc)]. Hubble-alderen af universet bliver 13.968 millioner år for H=70 (km/s)/Mpc, eller 13.772 millioner år for H=71 (km/s)/Mpc.
Afstanden til en galakse er tilnærmelsesvis zc/H for små rødforskydninger z, og udtrykkes c som 1 lysår per år, kan denne distance simpelt udtrykkes som z gange 13.772 millioner lysår.
Værdien af q ansås længe for at være positiv, hvilket antydede, at udvidelsen af universet var aftagende på grund af tyngdekraftens tiltrækkende virkning. Dette ville indebære, at universets alder er mindre end 1/H (som er af størrelsesordenen 14.000 millioner år). Eksempelvis vil værdien q = 1/2 (hvilket er en teoretisk mulighed), betyde at universets alder er 2/(3H). Opdagelsen i 1998 af, at q tilsyneladende er negativ, betyder, at universet i virkeligheden kunne være ældre end 1/H. Uafhængige estimater af universets alder giver dog værdier tæt på 1/H.

### Olbers paradoks
Rummets udvidelse, som den erkendes fra Big Bang-forklaringen på Hubbles lov, er relevant for svaret på den gamle gåde, som er kendt som Olbers paradoks: Hvis universet er uendeligt, statisk og opfyldt af en ensartet fordelt mængde stjerner, så vil enhver sigtelinje mod himlen ramme en stjerne, og nattehimlen ville være så lys og klar som en stjernes overflade. Nattehimlen er imidlertid overvejende mørk.
Siden 1600-tallet har astronomer og andre tænkere foreslået mange mulige løsninger på paradokset, men den nuværende accepterede forklaring er delvis baseret på Big Bang-teorien og delvis på Hubble-udvidelsen: I et univers, som eksisterer i en endelig tid, har kun lyset fra et endeligt antal stjerner haft mulighed for at nå os indtil nu. Desuden betyder et ekspanderende univers, at fjerne objekter bevæger sig hastigt væk fra os, hvorfor lyset fra dem er rødforskudt og med nedsat intensitet. Begge effekter bidrager (idet rødforskydningen er den vigtigste af de to, når det erindres, at det oprindelige paradoks forudsatte et statisk univers).
Den mørke nattehimmel giver således en slags bekræftelse på, at universet undergår en Hubble-udvidelse. 
En værdi af {\displaystyle q}, som blev fundet i 1998 ved hjælp af standardlysstyrke-målinger af Type Ia supernovaer, var negativ, hvilket overraskede mange astronomer, fordi denne værdi indebærer, at universets udvidelse "accelererer" (selvom Hubble faktoren stadig aftager med tiden, jævnfør artiklerne om mørk energi og Lambda-CDM modellen).

## Måling af Hubbles konstant
I næsten hele anden halvdel af det 20. århundrede blev værdien af {\displaystyle H_{0}} estimeret til at ligge mellem 50 og 90 (km/s)/Mpc (Megaparsec). Værdien var genstand for en længere og temmelig bitter kontrovers mellem Gérard de Vaucouleurs, der mente at værdien var 80, og Allan Sandage, der mente, at den var 40.
I 1996 afholdtes en debat under forsæde af John Bahcall mellem Gustav Tammann og Sidney van den Bergh svarende til den tidligere Shapley-Curtis debat om disse to alternative værdier. Med fremkomsten af Lambda-CDM modellen for universet i slutningen af 1990'erne blev uoverensstemmelsen delvis løst. Med denne model gav observationer af galakser med stor rødforskydning i røntgen- og mikrobølgelængderne ved hjælp af Sunyaev-Zel'dovich effektten, målinger af anisotropi i den kosmiske baggrundsstråling samt direkte optiske observationer alle en værdi omkring 70.
Hubble rumteleskopet (med observationer under ledelse af Dr. Wendy L. Freedman, Carnegie Observatorierne) gav den dengang mest nøjagtige bestemmelse af konstanten i maj 2001 med et estimat på 72±8 (km/s)/Mpc, overensstemmende med målinger af {\displaystyle H_{0}} baseret på Sunyaev-Zel'dovich effekten for mange galaksehobe.
Måling af den kosmiske baggrundsstråling ved hjælp af WMAP gav i 2003 en værdi på 71±4 (km/s)/Mpc, og 70 (km/s)/Mpc, +2.4/-3.2 ved målinger frem til 2006. Med en tilnærmet værdi af 1 parsec på {\displaystyle 3,086\times 10^{16}} meter er {\displaystyle H_{0}} omkring {\displaystyle 2,3\times 10^{-18}}(m/s)/m (eller Hertz). Overensstemmelsen mellem de tre målemetoder understøtter både den målte værdi af {\displaystyle H_{0}} og Lambda-CDM modellen.
En beregning af konstanten ved hjælp af data fra satellitten WMAP påbegyndtes i 2003 og har givet en værdi på 71 ± 4 (km/s)/Mpc. 
I august 2006 benyttede et hold fra NASA's Marshall Space Flight Center (MSFC) Chandra X-ray Observatory til at finde en værdi af Hubble-konstanten på 77 (km/s)/Mpc med en usikkerhed på omkring 15%. 
I marts 2011 offentliggjorde Adam G. Riess & al. i Astrophysical Journal, 730, 119, 2011 et nyt studium, som fastlagde Hubblekonstanten indenfor 3,3% til 73.8 ± 2.2 (km/s)/Mpc. 
I forbindelse med offentliggørelsen af resultater fra Planck-missionen 21. marts 2013 blev også den seneste beregning af Hubbles konstanten offentliggjort, og den var beregnet som 67,15 km pr. sekund pr. megaparsec, hvilket er mindre end de tidligere resultater fra NASA's WMAP projekt og fra Hubble teleskopet. 